# Ondarroa
Ondarroa (spanska: Ondárroa) är en kommun i provinsen Biscaya i den autonoma regionen Baskien i norra Spanien. Kommunen ligger vid floden Artibais mynning i Biscayabukten, cirka 42 kilometer öster om Bilbao. Kommunen har 8 113 invånare (2024), på en yta av 4,30 km².